# 남산3호터널
남산3호터널(南山三號-)은 서울특별시 용산구 용산동에서 중구 회현동을 잇는 길이 1270m의 왕복 4차로의 쌍굴형 터널이다. 녹사평대로의 일부이며 서울특별시 시설관리공단에서 관리하고 있다. 북쪽으로는 명동, 을지로, 남대문로, 소공로와 만나며 남쪽으로는 서울 지하철 6호선 녹사평역을 경유하여 반포대교 (잠수교), 센트럴시티와 이어진다.

## 요금
서울시의 정책에 따라서 혼잡통행료의 명목으로 2000원을 받고 있다. 이 사항은 남산1호터널과 동일하므로,본문을 참고하기 바란다.

## 특징
- 터널이 지나는 녹사평대로는 남측으로 이태원, 반포대교를 경유하여 법원, 검찰청, 서울 지하철 2호선 서초역, 예술의 전당, 우면산터널을 지나서 과천우면산도시고속화도로, 의왕과천도시고속화도로와 접속된다.
- 강남 지역에서 서울역, 광화문, 명동, 을지로, 남대문 방향으로 갈 때 유용하다.
- 터널 북단에 요금소가 있다.
- 요금 징수를 피하려면 소월로를 이용하면 된다. 남단에서는 남산2호터널 방향으로 진입한 뒤 바로 소월로38길로 빠져나오면 된다. 북단에서는 숭례문 북단에서 백범광장, 남산도서관 방향으로 나오면 소월로를 이용할 수 있는데, 주한 잠비아 영사관 앞에서 회나무로로 빠져나와야 녹사평대로의 재정경리단 앞 사거리에 이른다.